# Earl Strickland

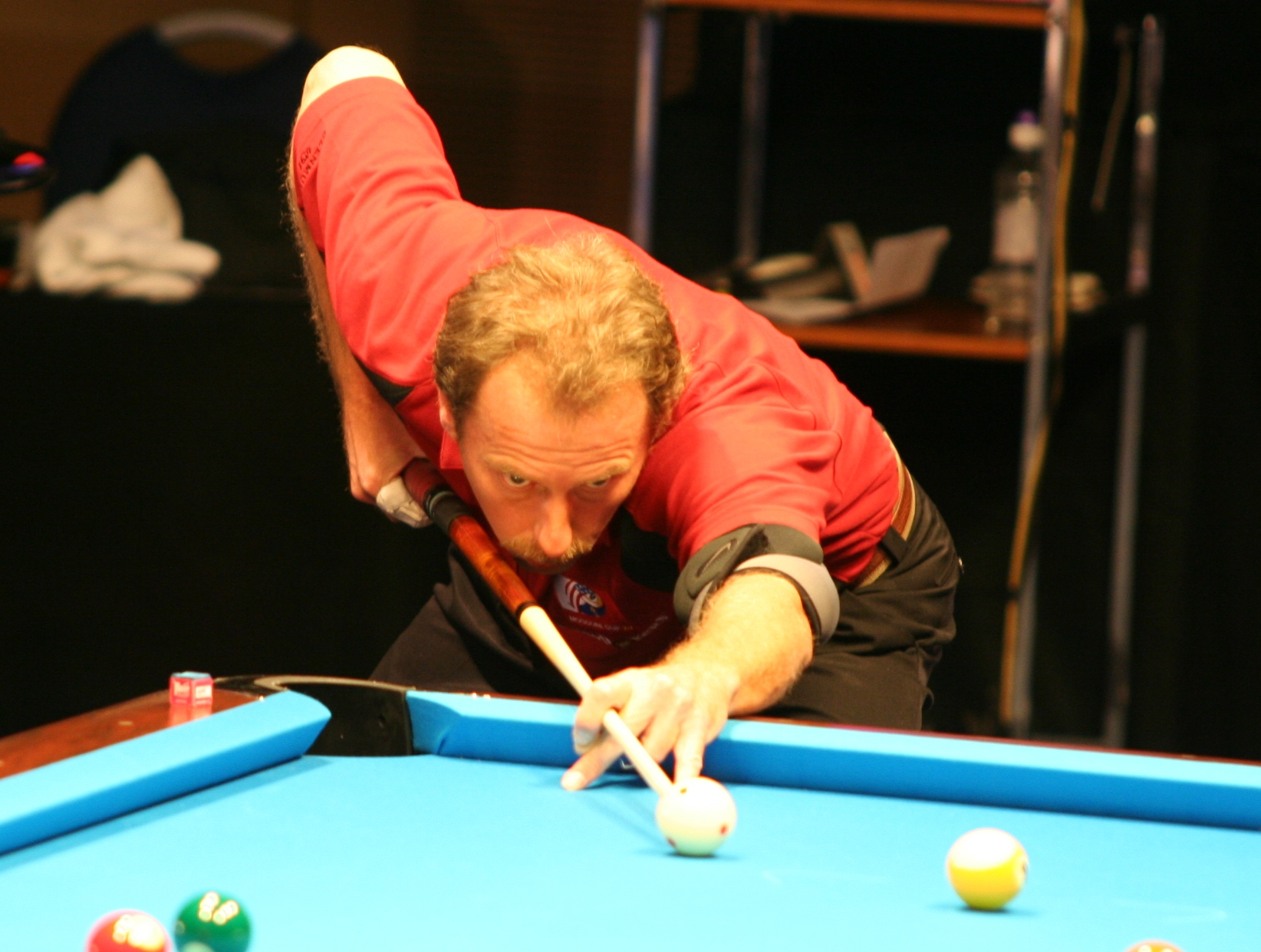

Earl Strickland (Hendersonville, 8 juni 1961) is een Amerikaans pool-biljarter. Hij won onder meer het wereldkampioenschap 9-ball in zowel 1990, 1991 als 2002. Strickland werd in 2006 opgenomen in de Billiard Congress of America Hall of Fame.
Strickland speelde zijn eerste professionele pooltoernooi op vijftienjarige leeftijd. De Amerikaan staat erom bekend dat hij nooit een blad voor de mond neemt. Daardoor belandt hij bij tijd en wijle in verhitte woordenwisselingen met zowel medespelers als met scheidsrechters en mensen in het publiek. Tijdens de Mosconi Cup van 2006 brak Strickland uit frustratie zijn keu na een gemiste bal tegen Thomas Engert.

## Erelijst
Overwinningen:
| - Viking National Nine-ball Championship 2003 - WPA World Nine-ball Championship 2002 - US Open Nine-ball Championship 2000 - Camel Shooters Nine-ball Open 1999 - Camel Riviera Hotel Pro 8-Ball Open 1999 - World Pool Masters Tournament 1997 - US Open Nine-ball Championship 1997 - PBT Eastern States Memorial 9-Ball Championship 1995 - PBT Glass City Open Nine-ball 1994 - PBT World Nine-ball Championship 1994 - US Open Nine-ball Championship 1993 - PBT Florida Flare Up 1993 - PBT Western Open 1993 - MPBA Los Angeles Open 1992 - MPBA Sands Regency XVI Nine-ball 1992 - WPA World Nine-ball Championship 1991 - MPBA McDermott Masters Nine-ball 1991 - WPA World Nine-ball Championship 1990 - MPBA Lexington All-Star Nine-ball 1990 - MPBA Sands Regent XI Nine-ball 1990 - WPA World Pool Champion 1990 - PBA Tara Open 1988 - PBA Brunswick World Open 1988 - PBA Shoals Classic 1988 |  | - PBA Lexington All-Star Nine-ball 1988 - PBA Augusta Classic 1988 - PBA Greater Greenville Open 1988 - US Open Nine-ball Championship 1987 - Bowling Green Open 1987 - PBA Tara Open 1987 - PBA Sands Regency Nine-ball 1987 - PBA Charlotte Open 1987 - PBA Fall Classic 1987 - Bowling Green Open 1986 - Citrus Open 1986 - Ohio State Open 1985 - Clyde Childress Open 1985 - Charlotte Open 1985 - Akron Open 1985 - West Virginia Open 1985 - US Open Nine-ball Championship 1984 - Red's Nine-ball Open 1984 - McDermott Masters 1984 - Caesar's Palace Classic 1984 - Caesar's Tahoe Nine-ball 1983 |